# Tetrafluorură de sulf
Tetrafluorura de sulf este un compus chimic cu formula chimică SF4 și un gaz incolor, fiind foarte toxic, coroziv, neinflamabil și puternic reactiv. Este o specie corozivă care eliberează acid fluorhidric (HF), periculos prin expunerea la apă sau umiditate. În ciuda acestor caracteristici nedorite, acest compus este un reactiv util pentru prepararea compușilor de organofluorină, dintre care unele sunt importante în industriile chimice farmaceutice și de specialitate.

## Sinteză
SF4 este obținută prin reacția dintre SCl2 și NaF în acetonitril:
3 SCl2  +  4 NaF  →  SF4  +  S2Cl2 + 4 NaCl
De asemenea, SF4 este obținută și în absența solventului la temperaturi ridicate.
La un moment dat, tetrafluorura de sulf cu un randament ridicat este produsă prin folosirea sulfului, NaF și clorului (Cl2) în absența mediului de reacție, și mai ales la temperaturi de reacție ridicate mai puțin dorite (de exemplu 225-450 de grade Celsius).
La temperaturi coborâte de -86°C, o metodă de producere a SF4 la un randament ridicat, fără cerința mediului de reacție, a fost demonstrată prin folosirea bromului (Br2) în loc de clor (Cl2), sulf și fluorură de potasiu (KF):
S + (2+x) Br2 + 4KF  →  SF4↑ + xBr2 + 4KBr